# 八王子南郵便局
八王子南郵便局（はちおうじみなみゆうびんきょく）は東京都八王子市にある郵便局。民営化前の分類では集配普通郵便局であった。

## 概要
住所：〒192-0399 東京都八王子市みなみ野1-6-7

### 作業所
- 倉庫・南大沢団地配達作業所 - 住所：〒192-0364 東京都八王子市南大沢2-23（南大沢駅前郵便局に併設）
  - 1999年（平成11年）9月27日に、八王子南郵便局の移転跡地を利用して南大沢駅前郵便局が設置された際に、八王子南郵便局倉庫・南大沢団地配達作業所が併設された。

## 沿革
- 1927年（昭和2年）5月26日 - 由木（ゆぎ）郵便局として開局。
- 1967年（昭和42年）2月26日 - 電話交換事務を八王子電報電話局に移管[1]。
- 1967年（昭和42年）6月20日 - 和文電報配達業務を、日野電報電話局および相模原電報電話局橋本分局に移管。
- 1985年（昭和60年）11月11日 - 由木郵便局中央大学内出張所（局外ATM）を設置。
- 1985年（昭和60年）12月12日 - 風景入通信日付印（風景印）の使用を開始。
- 1986年（昭和61年）3月15日 - 3月17日の移転・改称に伴い、風景印の使用を廃止。
- 1986年（昭和61年）3月17日 - 八王子市下柚木から同市南大沢二丁目に移転するとともに八王子南郵便局に改称[2]。同日、特定郵便局から普通郵便局に局種別改定。
- 1988年（昭和63年）10月1日 - 風景印の使用を開始。
- 1999年（平成11年）9月27日 - 八王子市南大沢二丁目23から同市みなみ野一丁目6に移転[3]。同日、八王子郵便局および八王子西郵便局から集配業務の一部を移管。
- 2000年（平成12年）8月14日 - 外国通貨の両替および旅行小切手の売買に関する業務取扱を開始。
- 2003年（平成15年）3月1日 - 中央大学内簡易郵便局の廃止[4]に伴い、取扱事務を承継[5]。
- 2007年（平成19年）10月1日 - 民営化に伴い、併設された郵便事業八王子南支店に一部業務を移管。
- 2012年（平成24年）10月1日 - 日本郵便株式会社の発足に伴い、郵便事業八王子南支店を八王子南郵便局に統合。

## 取扱内容
- 郵便、印紙、ゆうパック、内容証明
- 貯金、為替、振替、振込、国際送金、国債、投資信託
- 生命保険、バイク自賠責保険、自動車保険、変額年金保険
- 地方公共団体事務（八王子市戸籍の謄抄本など公的証明書の交付）
- ゆうちょ銀行ATM
- 八王子市内の一部地域の集配業務および町田市町田西郵便局管内の郵便ポストからの取集
- ゆうゆう窓口

## 風景印
- 図柄は小泉栄一の屋敷、多摩ニュータウン高層住宅、シルクロード道標。局名表記は「八王子南」
- 使用開始日は1988年10月1日

## 周辺
- 日本文化大学
- 東京工科大学
- 日本工学院八王子専門学校
- 東京都立片倉高等学校
- 片倉城跡
- 国道16号

## アクセス
- JR横浜線 八王子みなみ野駅（西口）から徒歩約7分
- 京王バス 八王子南郵便局停留所下車
- 中央自動車道 八王子ICから南へ約7km、八王子バイパス 片倉ICから西へ約2km
- 駐車場あり：18台